# Pavol Strapáč
Pavol Strapáč (28. června 1957 – 29. prosince 2021) byl slovenský fotbalový obránce a trenér.

## Hráčská kariéra
Profesionální kariéru zahájil ještě během studií v Ostravě, kde hrál za NHKG. V československé lize hrál za ZVL Žilina, nastoupil ve 146 utkáních a dal 7 gólů. Dále hrál za ZZO Čadca, kde také po skončení hráčské kariéry začal s trénováním.

### Ligová bilance
| Ročník                                      | Zápasy | Góly | Klub       |
| ------------------------------------------- | ------ | ---- | ---------- |
| 1. slovenská národní fotbalová liga 1980/81 | 28     | 0    | ZVL Žilina |
| 1. slovenská národní fotbalová liga 1981/82 | 29     | 1    | ZVL Žilina |
| 1. československá fotbalová liga 1982/83    | 30     | 2    | ZVL Žilina |
| 1. československá fotbalová liga 1983/84    | 26     | 0    | ZVL Žilina |
| 1. československá fotbalová liga 1984/85    | 24     | 3    | ZVL Žilina |
| 1. československá fotbalová liga 1985/86    | 29     | 2    | ZVL Žilina |
| 1. československá fotbalová liga 1986/87    | 29     | 0    | ZVL Žilina |
| 1. československá fotbalová liga 1987/88    | 8      | 0    | ZVL Žilina |
| 1. slovenská národní fotbalová liga 1987/88 | 13     | 3    | ZZO Čadca  |
| 1. slovenská národní fotbalová liga 1988/89 | 30     | 8    | ZZO Čadca  |
| CELKEM (1980–1989)                          | 246    | 19   |            |

## Trenérská kariéra
Vedl Čadcu, Kysucké Nové Mesto, REaMos Kysucký Lieskovec, Martin, Bytču, Biocel Vratimov, Púchov, Liptovský Mikuláš a Námestovo.